# Загреб (аэропорт)
Междунаро́дный аэропо́рт За́греб (хорв. Zračna luka Zagreb) (ИАТА: ZAG, ИКАО: LDZA), также известен как Аэропо́рт Пле́со или Аэропо́рт "Фра́ньо Ту́джман" — главный аэропорт Хорватии. Расположен в 10 км от центральной железнодорожной станции. В 2009 году пассажиропоток аэропорта составил 2 062 242 пассажиров, было произведено 20 342 посадки.
Аэропорт является также местом базирования девяносто первой базы хорватских ВВС, в составе которой находятся вертолёты Ми-171Ш, транспортный самолёт Ан-32, истребители МиГ-21.
Активы аэропорта распределены между 4 основными акционерами: 55 % принадлежит государству, 35 % городским властям Загреба, 5 % Загребской жупании и 5 % городу Велика-Горица.

## История

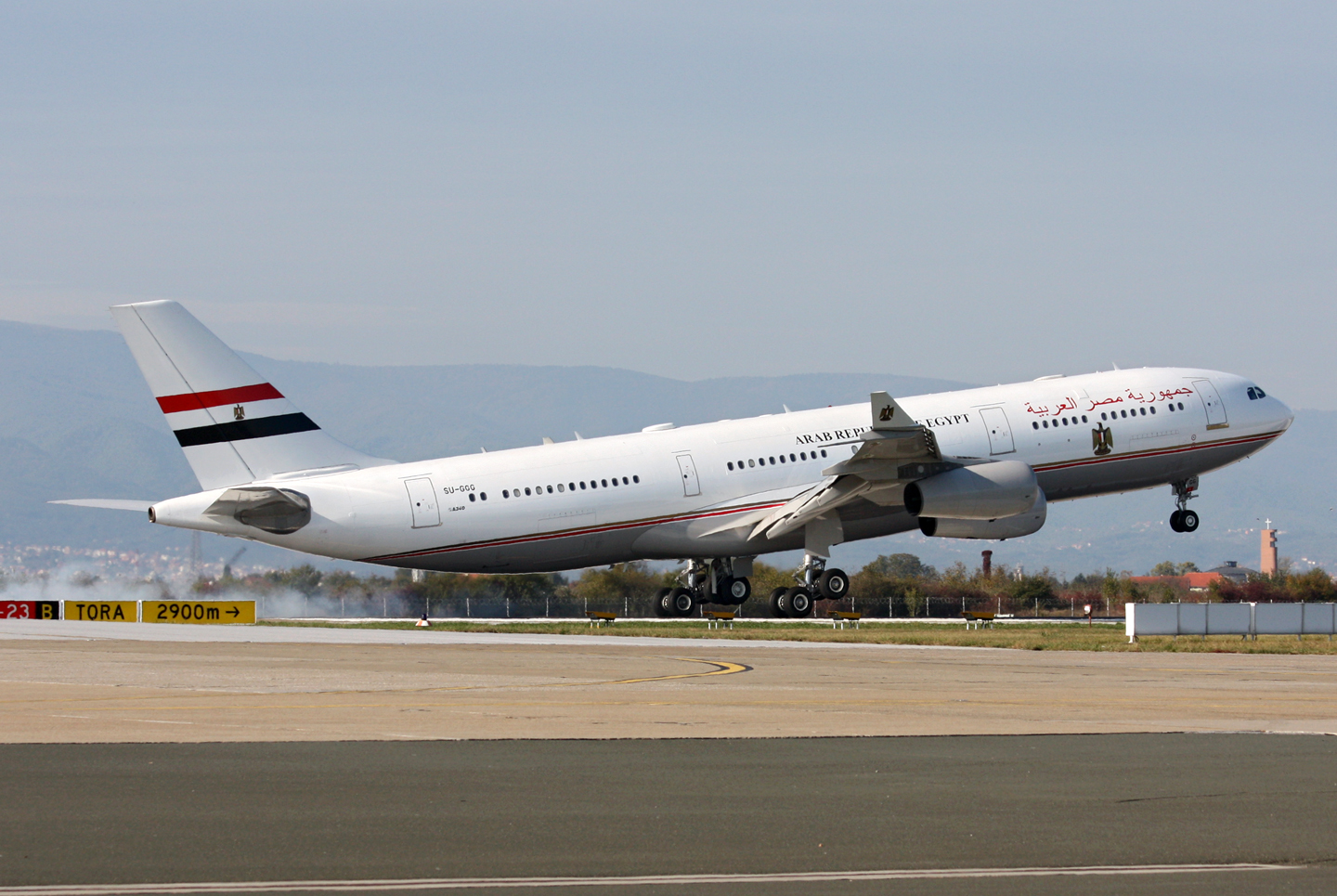
Airbus A340-200 президента Египта Хосни Мубарака в аэропорту Загреба.

Первый пассажирский терминал аэропорта в Загребе был построен в 1959 году, и уже осенью того же года организовано движение воздушное движение. 6 ноября 1961 года аэропорт был занесен в реестр предприятий под названием «Аэропорт Загреб». 20 апреля 1962 года, аэропорт начинает регулярные воздушные перевозки. За первый год работы было перевезено 8041 пассажир, 633 тонн грузов, выполнено 5206 посадок. На тот момент посадочная полоса протяжённостью 2500 м могла вместить пять небольших самолётов. Площадь аэровокзала составляла 1000 м².
Новый терминал площадью 5000 м², включающий диспетчерскую, был построен в 1966 году, а взлётно-посадочная полоса была удлинена до 2860 м. В тот же год аэропорт получил своё новое название.
В 1974 году, в результате реконструкции, продолжавшейся два месяца, в течение которых аэропорт был закрыт для перевозок грузов и пассажиров, была в очередной раз удлинена взлётно-посадочная полоса (до 3259 м), и расширен пассажирский терминал. Так же произведено модернизирование радио-навигационного оборудования.
В целях увеличения частоты движения, в 1984 году в аэропорту Загреба производится очередная модернизация существующих объектов, а также производится строительство новых. Вводится в эксплуатацию грузовой терминал, новая пожарная станция, таможенная зона. Терминал аэропорта расширяется до 11000 м².
В 2004 в аэропорту появилась курсо-глиссадная система CAT-IIIb. Строительство VIP терминала было окончено в 2007 году.
В 2009 году пассажиропоток аэропорта составил 2 062 242 пассажиров, в 2011 году — 2 319 098 человек.

## Расширение и модернизация

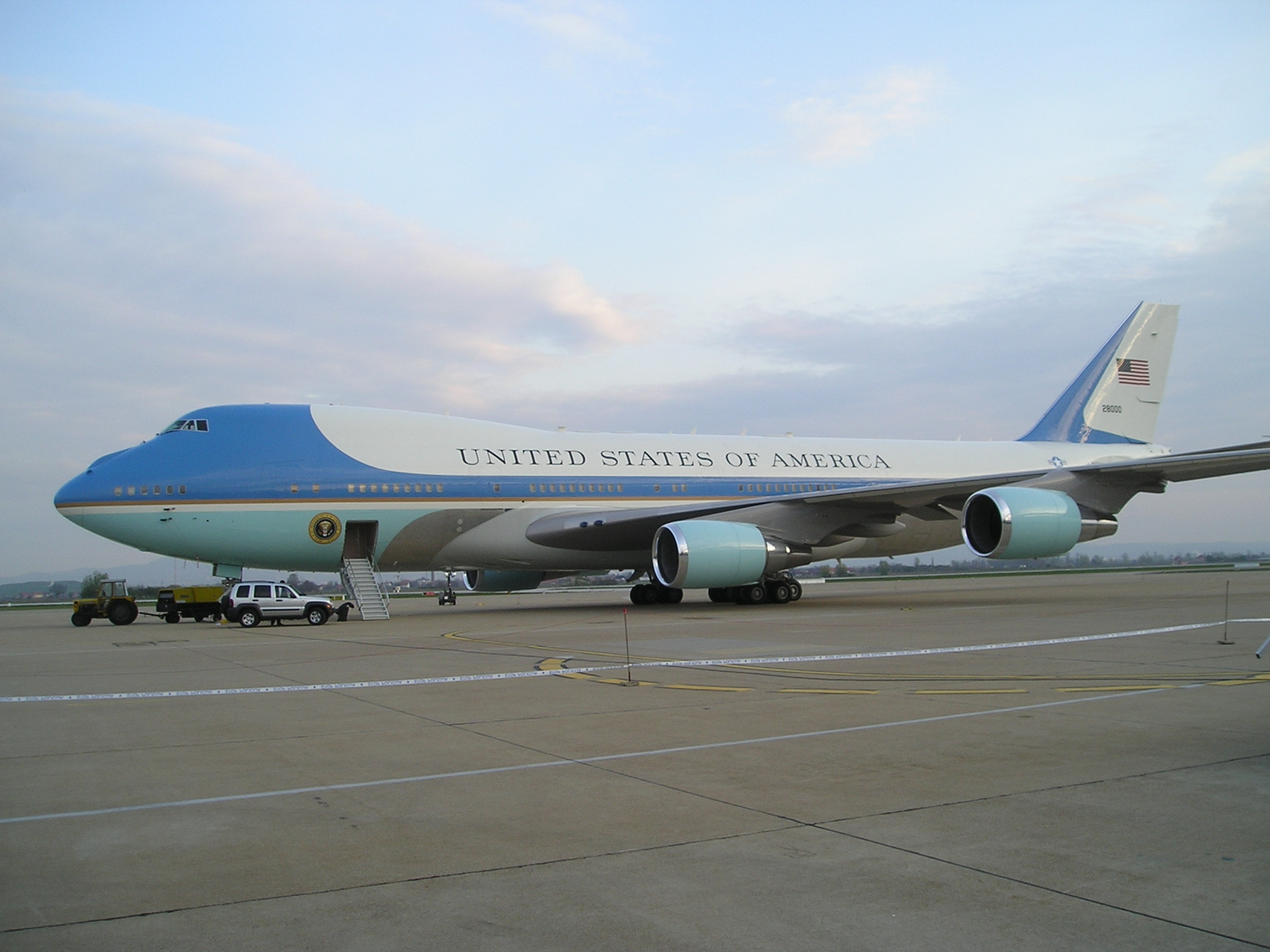
Boeing 747-200B Air Force One в аэропорту Загреба.

В 2012 году был подписан договор о передаче Загребского аэропорта в концессию на 30 лет компании Aéroports de Paris. Договор включает в себя обязательство концессионера построить в течение 2012—2015 годов новый пассажирский терминал с пропускной способностью 5 млн пассажиров в год. Общий объем инвестиций капитала на первом этапе составит 236 млн евро, а общая стоимость проекта оценивалось в 324 млн евро. Новый терминал, площадью 65 тыс. м². открылся в 2017 году, строительство обошлось в 313 млн.евро.

## Авиалинии и направления
- Аэрофлот (Москва-Шереметьево-Е)
- Air France (Париж-Шарль де Голль)
- Austrian Airlines (Вена)
- B&H Airlines (Сараево)

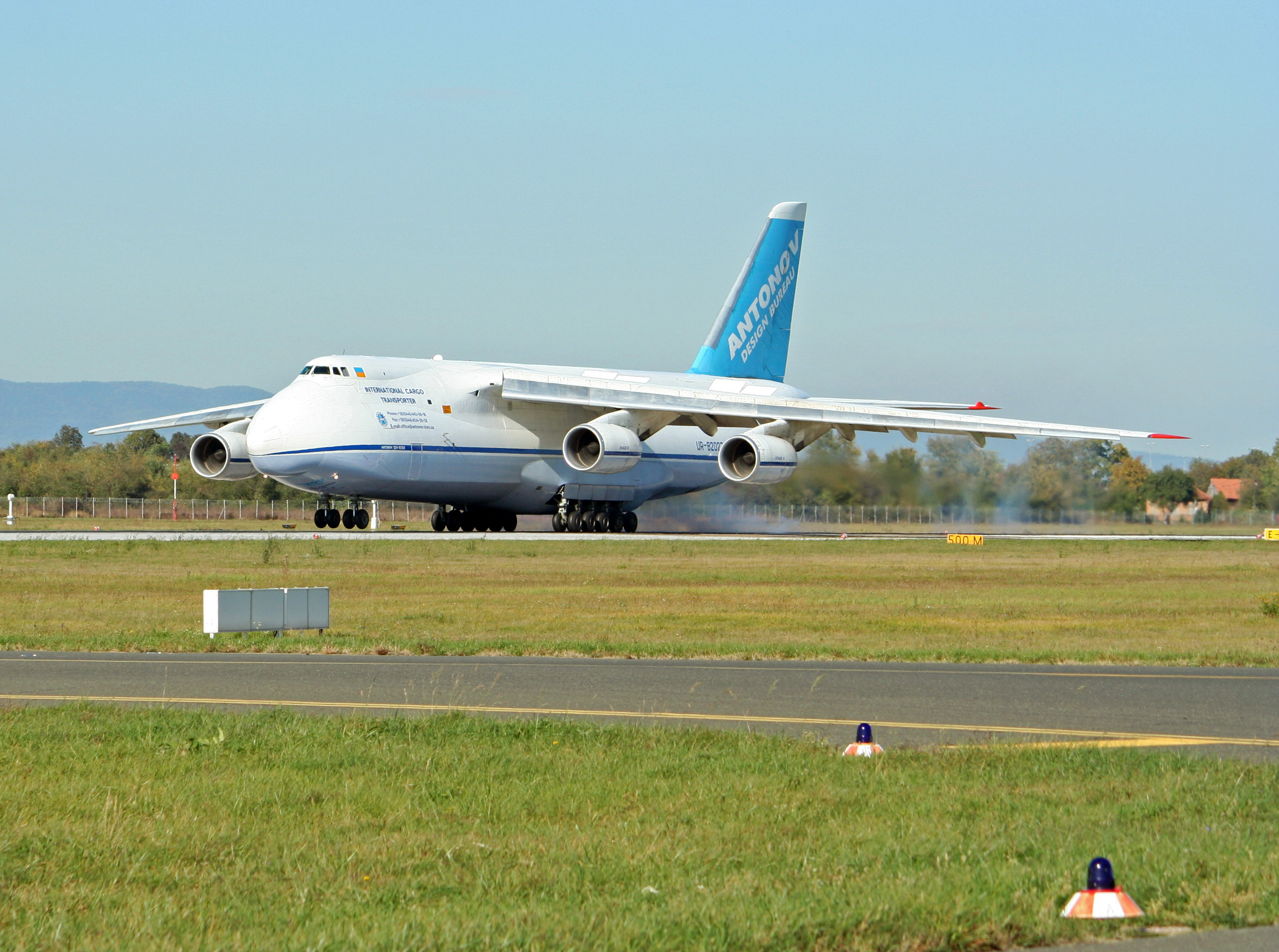
Ан-124-100 приземлился в аэропорту Загреба

- Croatia Airlines (Амстердам, Бол, Брюссель, Вена, Венеция (сезонный), Гётеборг (сезонный), Дубровник, Дюссельдорф, Задар, Копенгаген, Лондон-Гатвик, Лондон-Хитроу, Манчестер, Мюнхен, Париж-Шарль де Голль, Подгорица, Приштина, Пула, Рим-Фьюмичино, Санкт-Петербург (сезонный), Сараево, Скопье, Сплит, Тель-Авив (сезонный), Франкфурт, Цюрих)
- Czech Airlines (Прага)
- Germanwings (Берлин-Шонфилд, Гамбург, Дортмунд, Кёльн/Бонн, Штудгардт)
- Korean Air (Сеул-Инчхон) (1 сентября 2018-)
- Lufthansa (Франкфурт, Мюнхен)
- NordStar Airlines (Москва- Домодедово)
- SAS (Стокгольм-Арланда)
- Skyservice (Торонто-Пирсон) (сезонный)
- TAP Portugal (Болонья, Лиссабон)
- Turkish Airlines (Стамбул-Ататюрк)

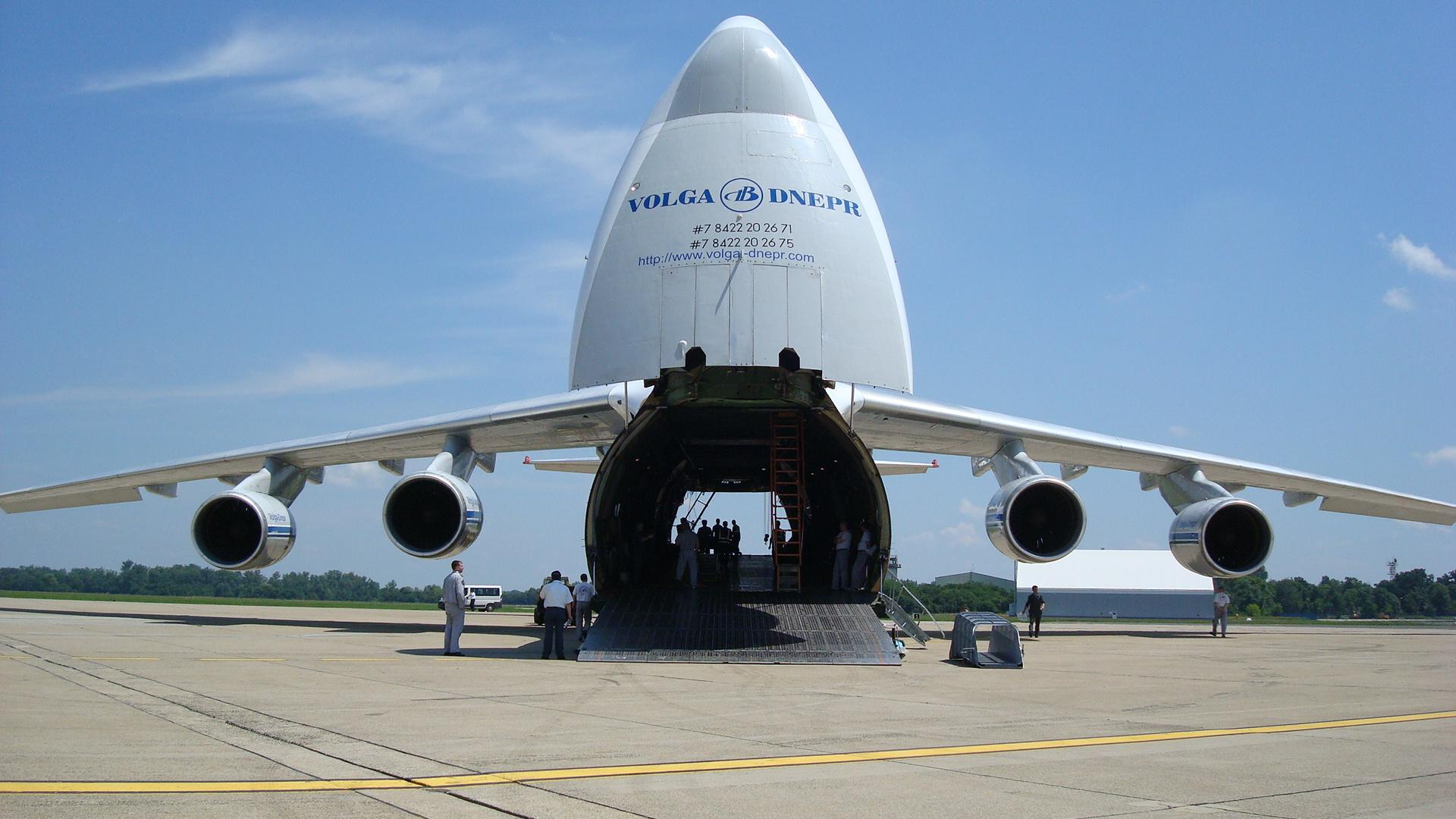
Ан-124 передний обзор — аэропорт Загреб.

- Wizz Air (Лондон-Лутон)

### Грузовые авиалинии
- MiniLiner (Бергамо)
- Trade Air (Любляна, Сараево)

### Чартерные компании
- Dubrovnik Airline (Барселона, Бильбао, Мадрид)
- Nouvelair (Монастир)